# Pseuderanthemum macrophylum
Pseuderanthemum macrophylum är en akantusväxtart som först beskrevs av Christian Gottfried Daniel Nees von Esenbeck, och fick sitt nu gällande namn av Ludwig Radlkofer. Pseuderanthemum macrophylum ingår i släktet Pseuderanthemum och familjen akantusväxter. Inga underarter finns listade i Catalogue of Life.